# Streptocephalus sudanicus
Streptocephalus sudanicus är en kräftdjursart som beskrevs av Daday de Dées 1910. Streptocephalus sudanicus ingår i släktet Streptocephalus och familjen Streptocephalidae. Inga underarter finns listade i Catalogue of Life.